# Rinat Achmetov
Rinat Leonidovytsj Achmetov (Oekraïens: Рінат Леонідович Ахметов, Russisch: Ринат Леонидович Ахметов) (Donetsk, 21 september 1966) is een Oekraïens zakenman van Tataarse afkomst, vooral bekend als eigenaar van zijn bedrijf SCM Holdings, alsmede als eigenaar van de Oekraïense voetbalclub Sjachtar Donetsk. Achmetov steunde de pro-Russische Partij van de Regio’s financieel.
Achmetov stond op de eerste plaats van de top 50 van rijkste Oekraïners van 2008 van het tijdschrift Korrespondent, met een geschat vermogen van zo'n 31,1 miljard dollar.
Volgens de rangorde van het blad Forbes (The World's Billionaires) stond Achmetov in 2010 op de 148ste plaats van 's werelds rijkste mensen. Het blad schatte zijn vermogen op 5,2 miljard dollar.
Sinds het begin van de grootschalige invasie van Rusland in Oekraïne is zijn fortuin met 64% afgenomen. Begin 2022 schatte Forbes zijn vermogen op 13,7 miljard dollar.
In maart 2023 schatte het Amerikaanse Forbes Achmetov's vermogen op 5,7 miljard dollar (rang #445).

## Bedrijf
In 2000 richtte Rinat Achmetov SCM Holdings (SCM) op, een bedrijf dat zijn vermogensportefeuille beheert. De portefeuille van SCM omvat ondernemingen in de metaalindustrie, traditionele en alternatieve energie, mijnbouw, olie- en gaswinning, bankwezen, telecommunicatie, vastgoed, transportsector, landbouw en detailhandel.
Achmetov's energiebedrijf, DTEK, blijft elektriciteit leveren aan Oekraïners ondanks aanzienlijke schade aan apparatuur en regelmatige raketaanvallen op thermische elektriciteitscentrales tijdens de Russische militaire invasie.
Ondanks de voortdurende oorlog van Rusland tegen Oekraïne bouwt DTEK de Tiligulska Wind Energie Centrale in de Oblast Mykolaiv en investeert het in hernieuwbare energiebronnen in Europa.

## Voetbal
Sinds 1996 is Rinat Achmetov eigenaar en president van FK Sjachtar Donetsk, de toonaangevende voetbalclub in Oekraïne in Premjer Liha.
In die tijd heeft het team de Finale UEFA Cup 2009 veroverd, meerdere Oekraïense kampioenschappen gewonnen, evenals meerdere Oekraïense beker- en Oekraïense supercup.
Op initiatief van Rinat Aсhmetov werd in 1999 de voetbalschool van FC Sjachtar opgericht, met een netwerk van vestigingen in heel Oekraïne.
In 2006 begon Rinat Achmetov met de bouw van een nieuw ultramodern voetbalstadion in Donetsk, en in 2008 kondigde hij aan dat het stadion de naam "Donbas Arena" zou krijgen ter ere van Donbas.
In 2009 werd de Donbas Arena, het grootste stadion in Oost-Europa in de categorie "Elite", geopend. Beyoncé trad op tijdens de openingsceremonie.
Later organiseerde de Donbas Arena wedstrijden van de UEFA Champions League en het UEFA Europees kampioenschap voetbal 2012. 
Sinds 2014 kan Sjachtar vanwege het conflict in Donbas geen wedstrijden meer spelen in de Donbas Arena.
In december 2021, ter gelegenheid van het 85-jarig jubileum van de club, reikte UEFA-president Aleksander Čeferin aan Rinat Achmetov de ereprijs UEFA Football Leadership Award uit als erkenning voor de prestaties van Sjachtar tijdens zijn 25-jarige presidentschap.

## Filantropie
In 2005 richtte SCM de liefdadigheidsstichting "Ontwikkeling van Oekraïne" op, die in maart 2008 Rinat Achmetov's persoonlijke stichting werd en zijn naam draagt.
Sinds 2005 richt de Rinat Achmetov Stichting zich op het aanpakken van acute sociale problemen zoals tuberculose, kanker, nationale adoptieontwikkeling en het voorkomen van weeskinderen. De stichting biedt noodhulp aan mensen in moeilijke levenssituaties.
Sinds het begin van de Russische agressie tegen Oekraïne in 2014 heeft de stichting al haar inspanningen gericht op het bieden van hulp aan de burgerbevolking van Donbas, waaronder het leveren van voedsel en medicijnen en het faciliteren van evacuaties en andere initiatieven.
Na de Russische invasie van Oekraïne op 24 februari 2022 speelt de stichting een belangrijke rol bij het verlenen van humanitaire hulp aan Oekraïne.

## Russische Invasie En Hulp Aan Oekraïne
Toen door Rusland gesteunde separatisten in 2014 controle probeerden te krijgen over Donetsbekken en andere gebieden in Donbas in Oost-Oekraïne, veroordeelde Achmetov hun acties openlijk en krachtig.
Hij sprak duidelijke steun uit voor de territoriale integriteit van Oekraïne en verklaarde dat Donbas alleen succesvol en welvarend kon zijn als onderdeel van een verenigd Oekraïne.
In 2014, toen de vijandelijkheden escaleerden in Zuidoost-Oekraïne, nam Rinat Aсhmetov de beslissing om de middelen van zijn liefdadigheidsstichting, alle SCM-bedrijven en FC Sjachtar te bundelen om maximale hulp te bieden aan de in gevaar verkerende inwoners van de regio's Donetsk en Loegansk.
Nadat de Amerikaanse president Joe Biden op 16 februari 2022 waarschuwde dat Rusland een grootschalige invasie van Oekraïne zou kunnen lanceren, besloot Aсhmetov naar Marioepol te reizen.
Op 15-16 februari ontmoette hij de inwoners van de stad en werknemers van de metaalfabrieken van Metinvest.
Op 24 februari 2022 heeft Rusland een grootschalige, ongeprovoceerde invasie van Oekraïne gestart. Aсhmetov werd geconfronteerd met de oorlog in zijn huis in Kiev en heeft het land sindsdien niet verlaten. Hij veroordeelde prompt en resoluut de Russische agressie en oorlogsmisdaden van Vladimir Poetin.
Tijdens de grootschalige agressie die in 2022 door Rusland werd ontketend (Aanloop tot de Russische invasie van Oekraïne in 2022), werden veel SCM-bedrijven beschadigd of volledig vernietigd door Russische troepen. De bedrijven van Achmetov leden enorme verliezen.
Op 23 juni 2022 diende Rinat Achmetov een aanklacht in tegen de Russische Federatie bij het Europees Hof voor de Rechten van de Mens. Naast deze aanklacht heeft Akhmetov een verzoek ingediend voor dringende voorlopige maatregelen om verdere blokkades, plunderingen, omleidingen en vernietiging door de Russische Federatie van graan en staal geproduceerd door SCM-bedrijven te voorkomen.
Op 11 april 2023 kondigde Rinat Achmetov aan dat hij als investeerder compensatie zou eisen van Rusland voor alle verliezen die zijn geleden als gevolg van inmenging in zijn activiteiten of de onteigening van activa en investeringen door de zogenaamde "Volksrepubliek Donetsk" en "Volksrepubliek Loegansk" onder leiding of controle van Rusland tussen 2014 en 2017. Het geld dat door de agressor wordt terugbetaald, zal worden besteed aan de toekomstige wederopbouw van Oekraïne.
Vanaf de eerste dag van de grootschalige invasie door Rusland in 2022 hebben Achmetov, zijn bedrijven, liefdadigheidsstichting en voetbalclub al hun inspanningen gericht op het helpen van het land. Meer dan 5 miljard hryvnias (bijna 150 miljoen euro) werd door de SCM-stichting en bedrijven besteed aan de behoeften van het leger en hulp aan het Oekraïense volk tijdens het oorlogsjaar.
Op initiatief van Achmetov werd het project "Levens redden" gelanceerd. SCM-bedrijven en de Rinat Achmetov Foundation bundelden hun krachten om humanitaire hulp te bieden aan individuele Oekraïners en hele regio's van het land. Als onderdeel van het programma "Rinat Achmetov - Levens redden" werden tijdens het oorlogsjaar meer dan een half miljoen voedselpakketten bezorgd aan inwoners van 22 regio's van Oekraïne.
Het programma "Stalen Front van Rinat Achmetov" is gelanceerd om de verdedigers van Oekraïne te ondersteunen. Het belangrijkste doel van het Stalen Front is om het leven van militair personeel te redden en hen effectief te helpen weerstand te bieden aan de vijand en zo de overwinning naar Oekraïne te brengen.
Het "Stalen Front van Rinat Achmetov" heeft alle militaire ondersteuning van SCM-bedrijven gebundeld voor het Oekraïense leger, de politie en werknemers van vitale infrastructuur.
Voor hen kopen de bedrijven van Rinat Achmetov voertuigen en brandstof, communicatiesystemen en beschermende uitrusting. Drones worden regelmatig verstrekt aan strijders van verschillende eenheden, en de industriële ondernemingen van de Metinvest-groep produceren speciaal staal voor lichaamspantser, stalen schuilplaatsen voor strijders en kachels voor verwarming. Daarnaast leveren de energiebedrijven van DTEK gratis elektriciteit aan ziekenhuizen, klinieken, broodproducenten, evenals aan alle militaire en wetshandhavingsinstanties.
Het initiatief "Stalen Front" van de aandeelhouder van Rinat Achmetov's bedrijf is opgezet om alles te doen wat mogelijk is om Oekraïne te helpen winnen.
In januari 2023 is op initiatief van Rinat Achmetov het project "Hart van Azovstal" gelanceerd om systematische ondersteuning te bieden aan de verdedigers van Marioepol en hun families.
Een deel van de overdrachtsfondsen van de overstap van Mychajlo Moedryk van FC Sjachtar naar FC Chelsea is toegewezen om het project uit te voeren.